# Lagochile brunnipes
Lagochile brunnipes är en skalbaggsart som beskrevs av Guillaume-Antoine Olivier 1789. 
Lagochile brunnipes ingår i släktet Lagochile och familjen Rutelidae. Inga underarter finns listade i Catalogue of Life.